# Programme « 1 000 talents »

Le programme « 1 000 talents » (chinois : 千人计划 ; pinyin : Qiān rén jìhuà) ou programme mille talents (chinois : 海外高层次人才引进计划 ; pinyin : Hǎiwài gāo céngcì réncái yǐnjìn jìhuà) est un programme de recrutement ciblé de scientifiques et entrepreneurs de haut niveau établi en 2008 par le Département de l’organisation du Parti communiste chinois. 
À l’origine dédié au recrutement de « Chinois de l’étranger » (qu’il s’agisse, ou non, de citoyens de la République populaire de Chine), le programme s’est ouvert en 2011 aux « experts étrangers ». Depuis 2018, le programme a fait l’objet de nombreuses critiques de la part des autorités américaines, au motif qu’il constituerait un canal privilégié de transferts non sollicités de propriété intellectuelle dans certains secteurs stratégiques. Certains chercheurs recrutés à l’étranger ont prioritairement vocation à servir dans des institutions affiliées à l’Armée populaire de libération.
En France, selon une note de l'Ambassade de France en Chine datée d'octobre 2019, vingt universitaires auraient été recrutés par le programme. Le magazine Le Point en aurait identifié plusieurs autres, dont les immunologistes Bernard Malissen (Marseille) et Dominique Ferrandon (Strasbourg). Certains lauréats, habilités confidentiel défense ou ayant reçu une formation dans l'armée de l'air, seraient susceptibles de communiquer des informations sensibles.